# دوستارلیماب
دوستارلیماب (انگلیسی: Dostarlimab) که با نام تجاری Jemperli فروخته می‌شود، یک آنتی‌بادی مونوکلونال است که به عنوان دارویی برای درمان سرطان آندومتر به کار می‌رود.
دوستارلیماب یک آنتی‌بادی مونوکلونال مسدودکننده گیرنده مرگ برنامه‌ریزی‌شده ۱ (PD-1) است.
این دارو برای استفاده پزشکی در ایالات متحده آمریکا و اتحادیه اروپا (EU) در آوریل ۲۰۲۱ میلادی تأیید شد.
شایع‌ترین عوارض جانبی گزارش شده در ایالات متحده شامل خستگی/استنی، حالت تهوع، اسهال، کم‌خونی و یبوست است. عوارض جانبی شایع دیگر گزارش شده در اتحادیه اروپا شامل استفراغ، درد مفاصل، خارش، بثورات پوستی، تب و کم‌کاری تیروئید (سطح پایین هورمون‌های تیروئید) است.

## مصارف پزشکی
دوستارلیماب برای درمان بزرگسالان مبتلا به سرطان آندومتر مکرر یا پیشرفته با کمبود ترمیم عدم تطابق (dMMR) به کار رفته‌است، همان‌طور که توسط یک آزمایش تأیید شده توسط FDA تعیین شده‌است، که در درمان قبلی یا پس از آن با یک رژیم حاوی پلاتین پیشرفت کرده‌است.
در ۱۷ آگوست ۲۰۲۱، سازمان غذا و داروی ایالات متحده (FDA) تأییدیه سریعی را به دوستارلیماب برای بزرگسالان مبتلا به تومورهای جامد مکرر یا پیشرفته با نقص در ترمیم ناهماهنگ (dMMR) اعطا کرد، همان‌طور که توسط یک آزمایش تأیید شده توسط FDA تعیین شده‌است، که قبلاً یا به دنبال آن پیشرفت کرده‌اند. درمان و کسانی که هیچ گزینه درمانی جایگزین رضایت بخشی ندارند.

## اثرات جانبی
عوارض جانبی جدی در کمتر از ۲ درصد از بیماران شامل سپسیس، آسیب حاد کلیه، عفونت دستگاه ادراری، درد شکمی و تب‌ری بود.
عوارض جانبی ناشی از سیستم ایمنی هم ممکن است رخ دهد از جمله پنومونیت، کولیت، هپاتیت، غدد درون ریز و نفریت.

## تاریخچه
دوستارلیماب یک مهارکننده PD-1 است. از سال ۲۰۲۰، در حال انجام آزمایش‌های بالینی فاز I/II و فاز III است. در سال ۲۰۲۰، سازنده، Tesaro، نتایج موفقیت‌آمیز اولیه از مطالعه فاز I/II GARNET را اعلام کرد.
در سال ۲۰۲۰، مطالعه GARNET اعلام کرد که دوستارلیماب پتانسیلی برای درمان زیرمجموعه‌ای از زنان مبتلا به سرطان آندومتر عودکننده یا پیشرفته نشان می‌دهد.
در آوریل ۲۰۲۱، دوستارلیماب برای درمان سرطان مکرر یا پیشرفته آندومتر با ترمیم ناهماهنگی ناقص (dMMR)، که ناهنجاری‌های ژنتیکی هستند که ترمیم DNA را مختل می‌کنند، تأیید شد.
در ۲۲ آوریل ۲۰۲۱، سازمان غذا و دارو تأیید سریعی را به dotarlimab-gxly (Jemperli, GlaxoSmithKline) اعطا کرد. اثربخشی بر اساس گروه (A1) در کارآزمایی GARNET (NCT02715284)، یک کارآزمایی چند مرکزی، برچسب باز در شرکت‌کنندگان با تومورهای جامد پیشرفته ارزیابی شد.